# Fat Cat Records
Fat Cat Records — независимый лейбл звукозаписи, расположенный в Брайтоне, Англия. Стилизация лейбла разнообразна: электронная музыка, пост-рок, инди-рок, минимал-техно, даунтемпо, нойз, поп-панк, направления абстрактной и авангардной музыки. Стоит заметить, что на лейбле записывались и исполнители классической музыки, например, Макс Рихтер (Max Richter). Наиболее известные исполнители, работавшие с лейблом: Sigur Rós, Múm и Animal Collective.

## Исполнители
В алфавитном порядке:
- Amandine
- Animal Collective
- Björk совместно с Funkstörung
- Black Dice
- Blood on the Wall
- Vashti Bunyan
- Charlottefield
- Chib
- Crescent
- David Karsten Daniels
- David Grubbs
- Di Lacuna
- Dorine Muraille
- Dr. Smith & Professor Ludlow
- Drowsy
- The Dylan Group
- Olivier Alary Ensemble
- Foehn
- Fonn
- Frightened Rabbit
- Giddy Motors
- Grain
- Gregory and the Hawk
- Grindverk
- Hauschka
- HiM
- Immense
- Insync v Mysteron
- Janek Schaefer
- Live Human
- Max Richter
- Mice Parade
- Múm
- Nina Nastasia
- Our Brother The Native
- Panda Bear
- Patrick Wolf
- Party of One
- Process
- Programme
- Semiconductor
- Set Fire To Flames
- Sigur Rós
- Silje Nes
- Songs of Green Pheasant
- Sons of the Sun
- Stromba
- Sylvain Chauveau
- Aoki Takamasa + Tujiko Noriko
- Team Doyobi
- Ten Kens
- The Bug
- The Mutts
- The Rank Deluxe
- The Realistics
- The Twilight Sad
- To Rococo Rot
- Tom Brosseau
- Transient Waves
- Ultra-red
- Various Artists
- Vetiver
- We Were Promised Jetpacks
- Welcome
- Web
- Xinlisupreme